# Фехтування на літніх Олімпійських іграх 1992
Олімпійський турнір з фехтування 1992 року пройшов у рамках XXV Олімпійських ігор у Барселоні, Іспанія, з 30 липня по 7 серпня 1992 року.

## Медальний залік
| Місце | Країна                  | Золото | Срібло | Бронза | Загалом |
| ----- | ----------------------- | ------ | ------ | ------ | ------- |
| 1     | Німеччина (GER)         | 2      | 1      | 0      | 3       |
| 1     | Італія (ITA)            | 2      | 1      | 0      | 3       |
| 3     | Франція (FRA)           | 2      | 0      | 3      | 5       |
| 4     | Об'єднана команда (EUN) | 1      | 2      | 2      | 5       |
| 5     | Угорщина (HUN)          | 1      | 2      | 0      | 3       |
| 6     | Куба (CUB)              | 0      | 1      | 1      | 2       |
| 7     | Китай (CHN)             | 0      | 1      | 0      | 1       |
| 8     | Польща (POL)            | 0      | 0      | 1      | 1       |
| 8     | Румунія (ROM)           | 0      | 0      | 1      | 1       |

## Медалісти
Чоловіки
| Змагання                  | Золото | Срібло                                                                                            | Бронза |
| ------------------------- | --- | ------------------------------------------------------------------------------------------------- | --- |
| Шпага, особиста першість  | Ерік Срекі · Франція (FRA)                                                                                       | Павло Колобков · Об'єднана команда (EUN)                                                          | Жан-Мішель Анрі · Франція (FRA)                                                                            |
| Шпага, командна першість  | Німеччина · Ельмар Боррманн · Роберт Фелісяк · Арнд Шмітт · Уве Проске · Володимир Резніченко                    | Угорщина · Іван Ковач · Крістіан Кульчар · Ференц Хегедюш · Ерньо Кольцонай · Габор Тотола        | Об'єднана команда · Павло Колобков · Андрій Шувалов · Сергій Кравчук · Сергій Костарєв · Валерій Захаревич |
| Рапіра, особиста першість | Філіпп Омнес · Франція (FRA)                                                                                     | Сергій Голубицький · Об'єднана команда (EUN)                                                      | Елвіс Грегорі · Куба (CUB)                                                                                 |
| Рапіра, командна першість | Німеччина · Удо Вагнер · Ульріх Шрек · Торстен Вайднер · Александер Кох · Інго Вайсенборн                        | Куба · Елвіс Грегорі · Гільєрмо Бетанкурт · Оскар Гарсія Перес · Туліо Діас · Ерменегільдо Гарсія | Польща · Маріан Сипневський · Пйотр К'єлпіковський · Адам Кшесінський · Цезарій Сєсс · Ришард Собчак       |
| Шабля, особиста першість  | Бенце Сабо · Угорщина (HUN)                                                                                      | Марко Марін · Італія (ITA)                                                                        | Жан-Франсуа Ламур · Франція (FRA)                                                                          |
| Шабля, командна першість  | Об'єднана команда · Григорій Кирієнко · Олександр Ширшов · Георгій Погосов · Вадим Гутцайт · Станіслав Поздняков | Угорщина · Бенце Сабо · Чаба Кйовеш · Дьордь Небальд · Петер Абай · Імре Буйдошо                  | Франція · Жан-Франсуа Ламур · Жан-Філіпп Дорелль · Франк Дюше · Ерве Гранже-Вейрон · П'єр Гішо             |

Жінки
| Змагання                  | Золото | Срібло                                                                                              | Бронза                                                                                       |
| ------------------------- | --- | --------------------------------------------------------------------------------------------------- | -------------------------------------------------------------------------------------------- |
| Рапіра, особиста першість | Джованна Трілліні · Італія (ITA)                                                                           | Ван Хуейфен · Китай (CHN)                                                                           | Тетяна Садовська · Об'єднана команда (EUN)                                                   |
| Рапіра, командна першість | Італія · Діана Б'янкеді · Франческа Бортолоцці · Джованна Трілліні · Доріна Ваккароні · Маргеріта Дзалаффі | Німеччина · Сабіне Бау · Ціта-Єва Функенгаузер · Аннетте Добмаєр · Аня Фіхтель · Моніка Вебер-Косто | Румунія · Река Сабо · Клаудія Грігореску · Елізабета Туфан · Лаура Бадя · Роксана Думітреску |